# 오모이데하토바
오모이데하토바(일본어: 想い出波止場)는 일본의 실험 음악 악단이다. 루인즈 (밴드)와의 합동밴드 루인즈하토바로 활동하기도 했다.

## 개요
1987년 보어덤스의 기타인 야마모토 세이치가 교토의 지하 공연장에서 보어덤즈 축제라는 이벤트를 열면서 솔로연주를 하기 위해 결성했다. 원래 자신의 밴드 나침반과 같은 포크 록 밴드였는데 이류 포크 혹은 엔카같은 곡들만 불러 이름도 그에 걸맞게 '추억의 항구'라고 지었다.
88년 나시쿠즈시 공화국이라는 이벤트에 출연해 보어덤즈 멤버인 요시카와와 함께 연주했는데 그것을 본 津山篤와 柴山伸二가 참여해 활동을 시작했다. 90년 Surfin'UFO를 내고 다수의 컴필레이션 음반에 참여했다. 조조 히로시게의 알케미 레코드에서 앨범을 석장 발매한다.
5집 金星이 나올 즈음 하세가와가 탈퇴하면서 야마모토와 쓰야마 두사람의 비정형 록밴드로 활동을 이어나간다. 97년 오야마다 게이고의 레이블 트라토리아에서 앨범 VOUY를 낸다. 보어덤스, 폭력온천게이샤등과 데스-시부야케이 정도의 인지도를 쌓았다.

## 앨범
- Surfin' in UFO（7インチシングル、1990年、米Public Bath）
- 大音楽（1990年、アルケミー。2008年12月再発）
- 水中JOE（1991年、アルケミー。2008年12月再発）
- ブラックハワイ（1992年、アルケミー。2008年12月再発）
  - Livers and Giggers: 1987-1993（ライブコラージュアルバム、1994年、Japan Overseas）
- MANTAKO（1994年、米Public Bath。2008年12月再発）
- 金星（1995年、メルダック。2009年1月再発）
- Vuoy（1997年、トラットリア/ポリスター
  - Sugar Clip（Vuoyの先行マキシシングル、1997年、トラットリア/ポリスター2009年1月再発）
- 大阪・ラ（2004年、DAKO VINYL FANTASIA。2009年1月再発）
  - OUT MAN（『大阪・ラ』のアウトテイク集、2009年、自主制作CDR）
- Universal Emperors（配信限定、2012年、山本精一 a.k.a. OMOIDE HATOBA 2077名義）